# 広川キク
広川 キク（ひろかわ キク、1970年9月9日 - ）は、日本の女優、ナレーター、モデル。東京都出身。
身長160cm。血液型B型。趣味は旅行、スキューバダイビング。特技は剣道（初段）。利き酒師の資格あり。
2017年1月より、「菊地裕子」から「広川キク」に改名。

## 出演作品

### テレビドラマ

#### NHK
- 坂の上の雲 第1部 第1話（2009年） - 戒田湯の女
- セカンドバージン 第8話（2010年） - アナウンサー

#### 日本テレビ
- 火曜サスペンス劇場
  - 身辺警護8（2001年） - 佳恵
- 曲げられない女 第4話（2010年） - ユンジン
- 3.11 その日、石巻で何が起きたのか〜6枚の壁新聞（2012年） - 石巻日日新聞社員
- 木曜ミステリーシアター 赤川次郎原作 毒〈ポイズン〉 第5話（2012年） - 記者
- ビンタ!〜弁護士事務員ミノワが愛で解決します〜 第4話（2014年） - PTA役員
- ○○妻 第10話（2015年） - レポーター

#### TBS
- 月曜ゴールデン
  - 浅見光彦シリーズ（沢村一樹版）14（2000年） - 正法寺美也子
  - 森村誠一サスペンスシリーズ6（2006年） - 牧田みどり
  - 警視庁南平班〜七人の刑事〜2（2010年） - 阿部マネージャー
- 月曜ミステリー劇場
  - 人情質屋の事件台帳2（2002年） - 副島小枝子
- ウルトラマンマックス 第16話（2005年） - 主婦
- ブラックボード 〜時代と戦った教師たち〜 第二夜（2012年） - 会計係

#### フジテレビ
- 世にも奇妙な物語 15周年の特別編「命火」（2006年） - 宝石店店員
- 麗わしき鬼（2007年）
- モンスターペアレント 第3話（2008年） - 母親
- リアル・クローズ 第4話（2009年） - 看護師
- フリーター、家を買う。 第5話（2010年） - 真田の妻
- 遅咲きのヒマワリ〜ボクの人生、リニューアル〜 第4話（2012年） - 美容師
- 幸せの時間 第39話（2012年） - 主婦
- 明日の光をつかめ -2013 夏- 第5話（2013年） - 母親
- 金曜プレステージ
  - 強行犯係・魚住久江〜ドルチェ（2013年） - 練馬北乳児院職員
- 聖母・聖美物語 第11話（2014年） - 職員
- 新・牡丹と薔薇 第18話（2016年） - 中年黒女
- CRISIS 公安機動捜査隊特捜班 第7話（2017年） - 大庭雅絵
- いつまでも白い羽根 第6話（2018年） - 看護師

#### テレビ朝日
- はみだし刑事情熱系 PART5 第20話（2001年） - 人質の女性
- 相棒 season2 第17話（2004年） - 母親
- 土曜ワイド劇場
  - 女変装捜査官1（2004年） - 倉木看護師 役
  - ミステリー作家六波羅一輝の推理3（2013年） - 島袋結
- BORDER 衝動〜検視官・比嘉ミカ〜（2017年） - 坪井公子
- ティッシュ 第1話（2007年） - 司会者
- 金曜ナイトドラマ
  - モップガール 第9話（2007年） - 看護師
  - 打撃天使ルリ 第1、2話（2008年） - 田島由紀子
  - ボーイズ・オン・ザ・ラン 第2話（2012年） - 司会者
- アンタッチャブル〜事件記者・鳴海遼子〜 第1話（2009年） - 記者
- 木曜ドラマ
  - 警視庁継続捜査班 第4話（2010年） - 看護師
  - アイムホーム 第1話（2015年） - デパート職員
  - はじめまして、愛しています。 第9話（2016年）
- 外科医 須磨久善（2010年）
- ドラマスペシャル 警部補・碓氷弘一 〜殺しのエチュード〜（2017年） - 定食屋店員

#### テレビ東京
- 好好!キョンシーガール〜東京電視台戦記〜 第6話（2012年） - レポーター

#### WOWOW
- 連続ドラマW
  - パンドラ (テレビドラマ)
    - パンドラII 飢餓列島 第1話（2010年） - 武藤の妻
    - パンドラIII 革命前夜 第5話（2011年） - 神林の母

### テレビ番組
- 痛快TV スカッとジャパン（フジテレビ）
  - 第3回「エリカ様のルール」（2014年） - 唐沢
  - 第25回「胸キュンスカッと おばあちゃんの5千円札」（2015年） - 秋川琴美
  - 第67回「胸キュンスカッと〜保健室で芽生えた初恋〜」（2016年） - 鈴木智子
  - 第191回「ダメな若者を大人が成敗した話」（2020年）

### 映画
- 狗神（2001年） - 坊ノ宮の女衆
- 万華鏡 -Kaleidoscope-（2001年） - のり子
- Quartet カルテット（2001年） - 司会者
- 修羅のみち2 関西頂上決戦（2001年） - 秘書
- Tokyo Party nights - 強盗犯
- GUN CRAZY Episode-2 裏切りの挽歌（2002年） - 吉岡警部
- ピカレスク 人間失格（2002年） - 女給
- さちとチコ（2006年）
- Dear Friends ディア フレンズ（2007年） - カナエの母
- 哀憑歌 〜CHI-MANAKO〜（2008年）
- Baby's Breath ママになろうよ（2008年） - 発言者
- 喧嘩高校軍団 特攻! 國士義塾VS.朝高（2009年）
- TOEI HERO NEXT 恋する歯車（2013年） - レポーター
- 「極道の紋章」シリーズ 極道の紋章 第六章（2015年） - 芝村昌美
- 嫌な女（2016年）
- お元気ですか?（2016年） - 江藤唯
- 疾風ロンド（2016年） - 栗林道代
- 演じ屋reDesign（2019年） - 皆川涼子
- INSTANT TRIP （監督 大森研一）
- ゆ （監督 大森研一）

### オリジナルビデオ
- どチンピラ コマシの仁（2001年） - 花子
- サラリーマンパチンカー銀太郎2 奇跡の連チャン打法篇（2002年） - OL
- The♥かぼちゃワイン Another（2007年）
- 新まるごし刑事!（2009年） - 平田ゆり子

### CM
- 再春館製薬所
  - 「シワにドモホルンリンクル篇」
  - 「まばたき篇」
  - 「新しく生まれ変わりました篇」
- 第一三共 トランシーノ
- ダイナム
- グループホーム輝
- 福岡建設
- セブン-イレブン

### ラジオ
- トヨタプレゼンツ 秋元康のドラマティックドライブ〜いつも誰かと〜（2007年 - 2008年、TBSラジオ）
- TBSラジオ「ドモホルンリンクル」

### WEB
- 中外製薬webムービー「関節リウマチ領域」
- 三菱電機WEBCM「どんな一日にも、」

### VP
- 栄進ゼミナールVP
- 兵庫県人権啓発ビデオ「ほんとの空」（2012年） - 弓枝のパート仲間
- 犯罪被害者支援に係る教養教材DVD「穏やかな時間を取り戻すまで」 - 臨床心理士
- 東映「旭光の絆」警視庁VP
- 警視庁教育VP〜東京都暴力団排除条例〜
- 出生前診断事例ドラマ
- 国際眼科学会VP
- 医療関係者向けネットドラマ〜プラザキサ〜
- 東映「首都・大都市・大地震シミュレーション映像」

### 舞台
- 楽屋
- デイジー
- …の夢
- 夏の夜の夢
- Live Delicious 忘れる薬
- slide - 主演
- WPC EXPO
- Live Delicious ドリトルドリンク
- プレイス
- Live Delicious 天使の歌
- まぼろしの市街戦
- 時計〜僕がいる理由〜
- 飯田家の最期
- 檻からホットブラザーズ
- ゆらり
- 愛を探して
- This is a お感情博士
- Dramatic Live & X’mas Dinner
- きっといいkotoあるravel
- 君には最高の嘘を
- 吸って吐く
- きみの見てる世界は、ありえないほど美しい

### ナレーション
- 渋谷南部地区土地画整理事業PV
- 麻溝台・新磯野地域整備推進事業PV
- ローソン Pontaカードキャンペーン「おぎやはぎのこんな対決ってアリ!?」
- ハマカーンじゃイカーンのか!!（秋田テレビ）
- オアシズ光浦・ドランク鈴木の歩き方〜地味な2人が東京華やかめぐり〜（岡山放送）
- ふらっとソウルに行ってみた〜B級グルメスタンプラリー（秋田テレビ）
- スギちゃん吉木りさの歩き方〜東京ワイルド巡り〜（岡山放送）
- 壇蜜・夏希・元爆の秋田の魅力新発見お正月SP!〜秋田のみんなで元気になるテレビ〜（秋田テレビ）
- 熱中症予防声かけプロジェクト 動画で学ぶ「ワールド声かけ隊」
- 環境省動画チャンネル「早見優のLet’s study3〜夏を健康に過ごすための体作り」
- ニッポン百年紀行（旅チャンネル）
- Yes! MAP6（TOKYO MX）
- ガレッジセール ゴリのウィーラブニチナン（TOKYO MX）

### 雑誌
- 美ST（光文社）
- アマチュア無線（成美堂出版） - 表紙

### その他
- 角川映画「REX 恐竜物語キャンペーン」 - MC
- プレイステーション用ソフト「鉄腕」（アスキー） - モーションキャプチャ
- 出生前診断事例ドラマ
- 毎日映画社の「山手事業所での出来事